# Station Częstochowa
Station Częstochowa is een spoorwegstation in de Poolse plaats Częstochowa.